# Шёнфельдер, Райнер
Райнер Шёнфельдер (нем. Rainer Schönfelder; род. 13 июня 1977, Вольфсберг, Каринтия) — австрийский горнолыжник, выступающий за сборную Австрии с 1997 года. Принимал участие в двух зимних Олимпийских играх, в 2002 году в Солт-Лейк-Сити выступил сравнительно неудачно, наилучшего результата добившись в комбинации, где занял четвёртое место. В 2006 году в Турине удостоился двух бронзовых медалей за слалом и комбинацию. Завершил карьеру в 2013 году.
На чемпионате мира среди юниоров Шёнфельдер дебютировал в сезоне 1995—1996, по итогам которого оказался на 115-й позиции общего зачёта. Следующий сезон вышел более успешным, спортсмен взял два золота (гигантский слалом, комбинация) и серебро (слалом). С 1997 года стал выступать на взрослых чемпионатах мира, наивысшего успеха на этом первенстве добился в 2005 году, на соревнованиях в Бормио получив две серебряные награды (в комбинации и командных состязаниях). За свою карьеру Шёнфельдер 22 раза становился призёром различных этапов Кубка мира: восемь раз приходил третьим, девять раз вторым и пять раз первым.
27 марта 2004 года в ходе проведения регулярного чемпионата Австрии в крови Шёнфельдера обнаружилось стимулирующее вещество этилэфрин. Однако дисквалифицирован он не был и сезон Кубка мира 2004—2005 закончил без каких-либо штрафных санкций, так как международной федерацией лыжного спорта было установлено, что запрещённое вещество попало в организм спортсмена вместе с таблетками от гриппа.
10 января 2007 года Шёнфельдер проехал по горному склону швейцарского горнолыжного курорта Венген почти полностью обнажённым — на нём были только лыжи, ботинки и шлем. Спортсмен вышел на старт в таком виде после того, как проиграл пари своему физиотерапевту, и не рассчитывал, что о его выступлении узнает пресса. Тренер австрийской горнолыжной сборной Тони Жигер заявил, что его подопечный не будет наказан, но с ним придётся провести беседу.